# كريستيان شميت (لاعب كرة قدم)
كريستيان شميت (و. 1888 – 1917 م) هو لاعب كرة قدم ألماني، ولد في برلين، مركز لعبه هو حارس مرمى، توفي عن عمر يناهز 29 عاماً.

## روابط خارجية
- كريستيان شميت على موقع قاعدة بيانات كرة القدم.إي يو (الإنجليزية)
- كريستيان شميت على موقع ناشيونال فوتبول تيمز (الإنجليزية)
- كريستيان شميت على موقع عالم كرة القدم.نت (الإنجليزية)